# 칠성운동
칠성운동(핀란드어: Seitsemän tähden liike 세이체맨 태흐덴 리케[*])은 2018년 창당된 핀란드의 정당이다. 창립자 파보 배위뤼넨이 당주석이며 현재 유일한 원내 의원이다.

## 같이 보기
- 핀란드의 정치
- 핀란드의 정당
- 핀란드의 선거